# Lars Olof Björn
Lars Olof Björn, född 1936, är en svensk botaniker. Han disputerade 1967 vid Lunds universitet, där han är professor emeritus i botanik, särskilt fysiologi och anatomi. 
Han blev 1981 ledamot av Kungliga Vetenskapsakademien. Han medverkade även i Bra Böckers Lexikon som expert inom främst växtfysiologi.